# Corethrella pallitarsis
Corethrella pallitarsis är en tvåvingeart som beskrevs av Edwards 1930. Corethrella pallitarsis ingår i släktet Corethrella och familjen Corethrellidae. Inga underarter finns listade i Catalogue of Life.